# Igreja Católica no Catar
A Igreja Católica no Catar, ou Qatar, é parte da Igreja Católica universal, em comunhão com a liderança espiritual do Papa, em Roma, e da Santa Sé. A religião do Estado é o islamismo, e o proselitismo é proibido. Cristãos estrangeiros e cristãos convertidos do islã não podem manter contato, e estes últimos enfrentam grande pressão social. Os estrangeiros de religiões não islâmicas registrados podem fazer suas celebrações sem interferência. Contudo, as missas de preceito, normalmente dominicais, têm de ser celebradas na sexta-feira, dia de guarda do islã, tendo sido necessário pedir autorização da Santa Sé. Os católicos são a maioria dos cristãos do país. O relatório de perseguição religiosa de 2024 da fundação Portas Abertas considerou o Catar como o 40.º país que mais persegue os cristãos no mundo.

## História
O cristianismo chegou à região em que hoje fica o território do Catar pela heresia nestoriana por volta do século VII, e permanecendo até meados do século VIII. Há ruínas de uma estrutura que se acredita ser uma igreja na costa sudeste catariana, perto de Al-Wakrah. Também foi encontrada uma cruz nestoriana foi encontrada na região central do país. Essas permanecem sendo as únicas provas materiais da presença do cristianismo primitivo no Catar. Ainda com o surgimento do islã, a heresia nestoriana resistiu até o final do século IX, desaparecendo por completo após esse período.
A presença cristã massiva só retornou ao território catariano na década de 1940, quando se iniciou a exploração do petróleo, o que exigiu chegada de migrantes expatriados. Essa demanda se multiplicou após a crise do petróleo de 1973.
A liberdade religiosa para os cristãos só foi permitida em 1995,  pelo novo emir, Hamad bin Khalifa, permitindo assim que outros padres entrassem no país.

## Atualmente

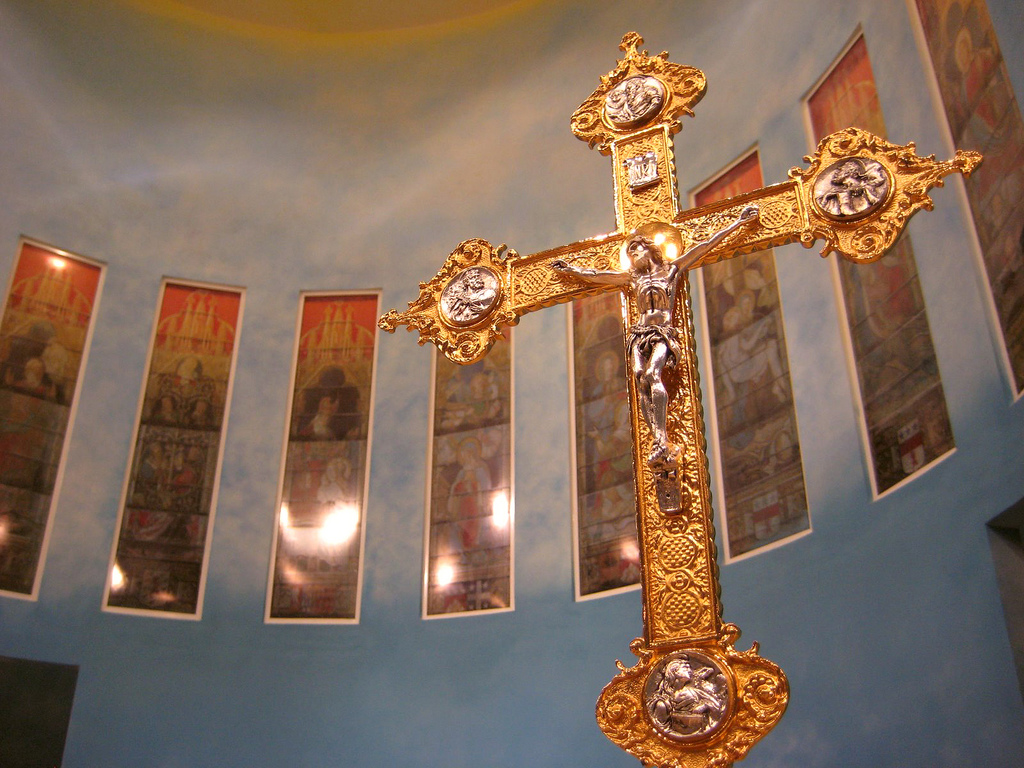
Detalhe do crucifixo da Igreja de Nossa Senhora do Rosário.

Atualmente a maioria dos fiéis da Igreja Católica catariana são pessoas de mais de cem nacionalidades que participam das missas, especialmente filipinos e indianos. Cerca de 80% dos fiéis são do rito latino, e o restante pertence ao rito maronita. A Santa Sé teve de dar uma autorização especial à Igreja Católica do país para que as missas de preceito, que normalmente dominicais, pudessem ser celebradas na sexta-feira, dia de guarda do islã. O mesmo ocorre com todas as outras denominações cristãs. Como o consumo de bebidas alcoólicas é praticamente proibido no país, é necessária a autorização do governo para adquirir o vinho para a consagração da Eucaristia. A comunhão dada aos mroibundos nos hospitais é permitida e não sofre restrições, e o mesmo às exéquias nos cemitérios, já que há túmulos para cristãos. Os casamentos, entretanto, só podem ser realizados entre cristãos; quando um muçulmano quer casar com uma cristã, é aconselhado que se casem em outro país. Procissões e distribuição de bíblias também são permitidas apenas dentro das igrejas.
Todos os cidadãos catarianos são muçulmanos, mas são apenas 12% da população residente, e o restante são trabalhadores estrangeiros. Os cristãos têm autorização para realizar suas celebrações em terrenos doados pelo emir, nos arredores de Doha. As pessoas que se convertem do islã para outras religiões costumam correr grandes riscos e são obrigados a esconder suas novas crenças religiosas, sofrem perseguição de suas famílias e comunidades, sofrem violência física ou até ameaças de morte se descobertos. A maior parte dos catarianos convertidos ao cristianismo só assumem sua nova fé no exterior, e nunca mais regressam pelo risco de segurança que correm. O Natal não é um feriado nacional e a decoração natalina é proibida em ambientes públicos. Não se vê árvores de Natal em comércios. É permitida a decoração em casas, desde que não estejam na parte externa. Nem mesmo nas janelas é permitido, ainda que sejam apenas os pisca-piscas.

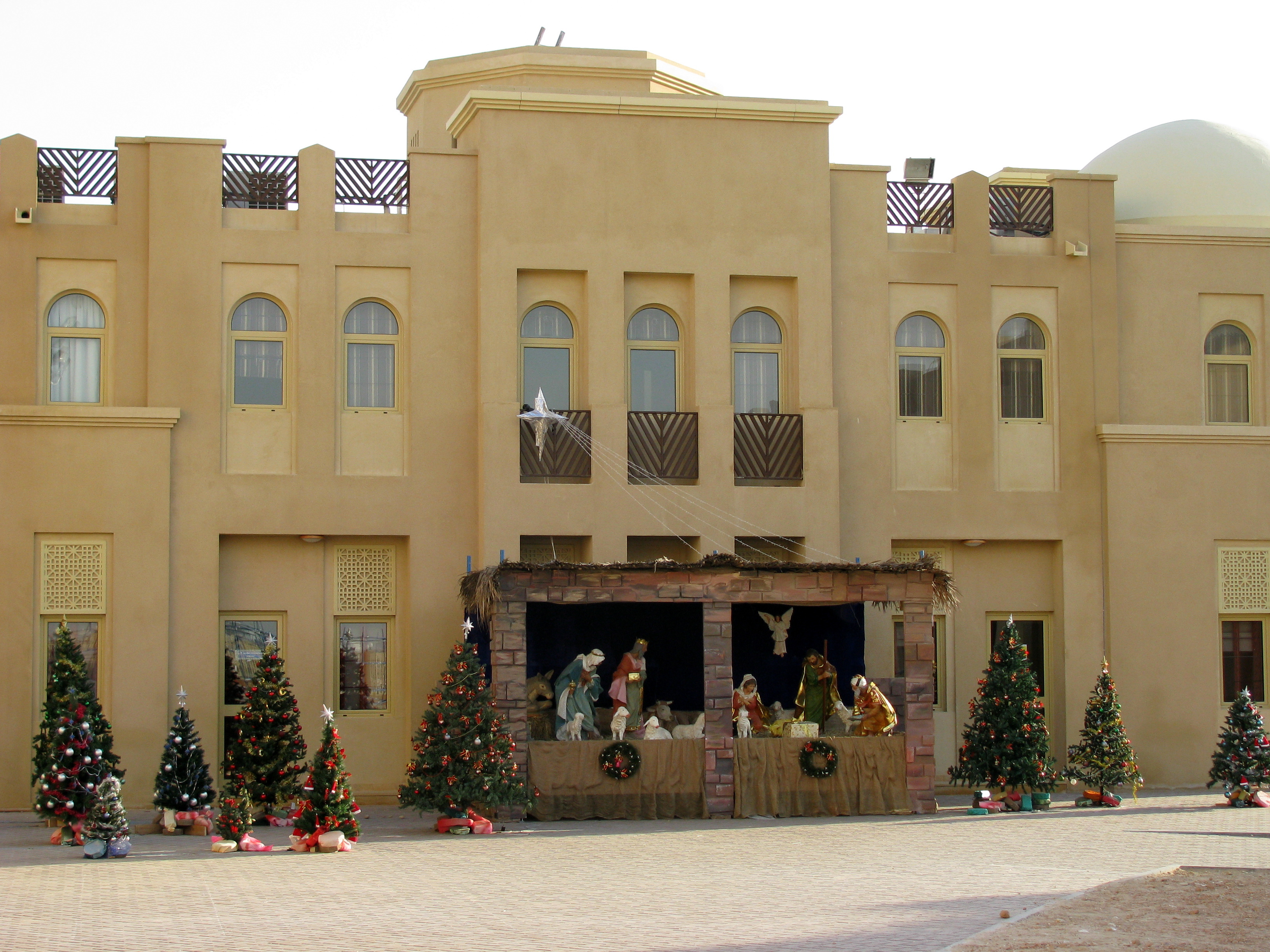
Presépio e árvores de Natal nos fundos da Igreja de Nossa Senhora do Rosário.

Até 2008, os cristãos não tinham autorização para construir igrejas, e apenas lhes restava reunirem-se nas casas, escolas ou outros edifícios particulares.  O padre John Vanderleen, professor da escola americana, era o único do país.  A partir desse ano, o Catar permitiu a abertura de várias igrejas grandes, incluindo a paróquia católica de Nossa Senhora do Rosário, que conta com a igreja principal e duas capelas — a do Sacramento e a Alverna. Na celebração, a missa foi presidida pelo então prefeito da Congregação para a Evangelização dos Povos, cardeal Ivan Dias, e pelo então vigário apostólico da Arábia, Dom Paul Hinder. O terreno em que o templo foi construído foi doado pelo emir catariano, xeque Hamad bin Khalifa, numa zona periférica da capital, Doha. O líder também doou terrenos para a construção de igrejas a anglicanos, coptas, ortodoxos e protestantes, essas igrejas juntas formam um "complexo religioso" na região, e a maior dessas é a paróquia católica. O local é cercado por grades, possui um grande estacionamento e não são permitidas a presença de cruzes, imagens de santos ou sinos nas áreas externas das igrejas. As doações dos terrenos foram feitas após pedidos de embaixadores residentes no Catar para que houvesse a permissão de se construir igrejas, especialmente do embaixador da França. Além do mais, a Igreja Católica catariana acabou conseguindo construir a igreja siro-malabar de São Tomás e a siro-malancar de Santa Maria, dependentes da paróquia. Uma quarta igreja, esta de rito maronita, também está em construção, e será dedicada a São Charbel. Ela será a maior igreja do país quando finalizada. Em 15 de março de 2008 a igreja foi inaugurada, com uma missa que contou com a presença de 6 mil pessoas. A capacidade da igreja é de 5.000 pessoas sentadas. Ela é composta pela igreja principal, duas capelas (Capela do Sacramento e Capela de Alverna), um salão paroquial com muitas salas para catequese e outras atividades, uma casa paroquial, uma biblioteca e uma cafeteria. Os vitrais são de autoria de Emile Hirsch, e foram adquiridos graças a doações de fiéis. Na época da instalação, o Ministério da Cultura da França autorizou sua saída do território francês. Os temas são todos da história da salvação: o profeta Isaías, a Árvore de Jessé, a apresentação da Virgem no Templo, a Anunciação, a visita da Virgem à sua prima Santa Isabel, a misericórdia, Cristo dá a comunhão à Virgem e a Assunção.
A Copa do Mundo FIFA de 2022, realizada no Catar, atraiu a atenção da mídia para o país, e para a situação das minorias religiosas. Dias antes da cerimônia de abertura, o Governo catariano recordou aos turistas estrangeiros que quem fosse apanhado infringindo o regulamento religioso podia receber pena de prisão de até 10 anos, sendo que isso incluía qualquer tentativa de converter os muçulmanos a outras religiões, por exemplo, através da distribuição de material impresso. A fisioterapeuta brasileira Renata Antonialli Gomes, católica praticante que vai à missa diariamente em São Paulo, concedeu uma entrevista ao jornal O Globo em sua visita ao Catar durante o evento esportivo. Ela relatou a dificuldade em encontrar uma igreja católica no país. Ela participou da solenidade da Imaculada Conceição, celebrada em inglês, celebrada pelo padre indiano Nelson Lobo. Durante todo o evento, a igreja permaneceu aberta para que os torcedores tivessem um "momento de oração e meditação".

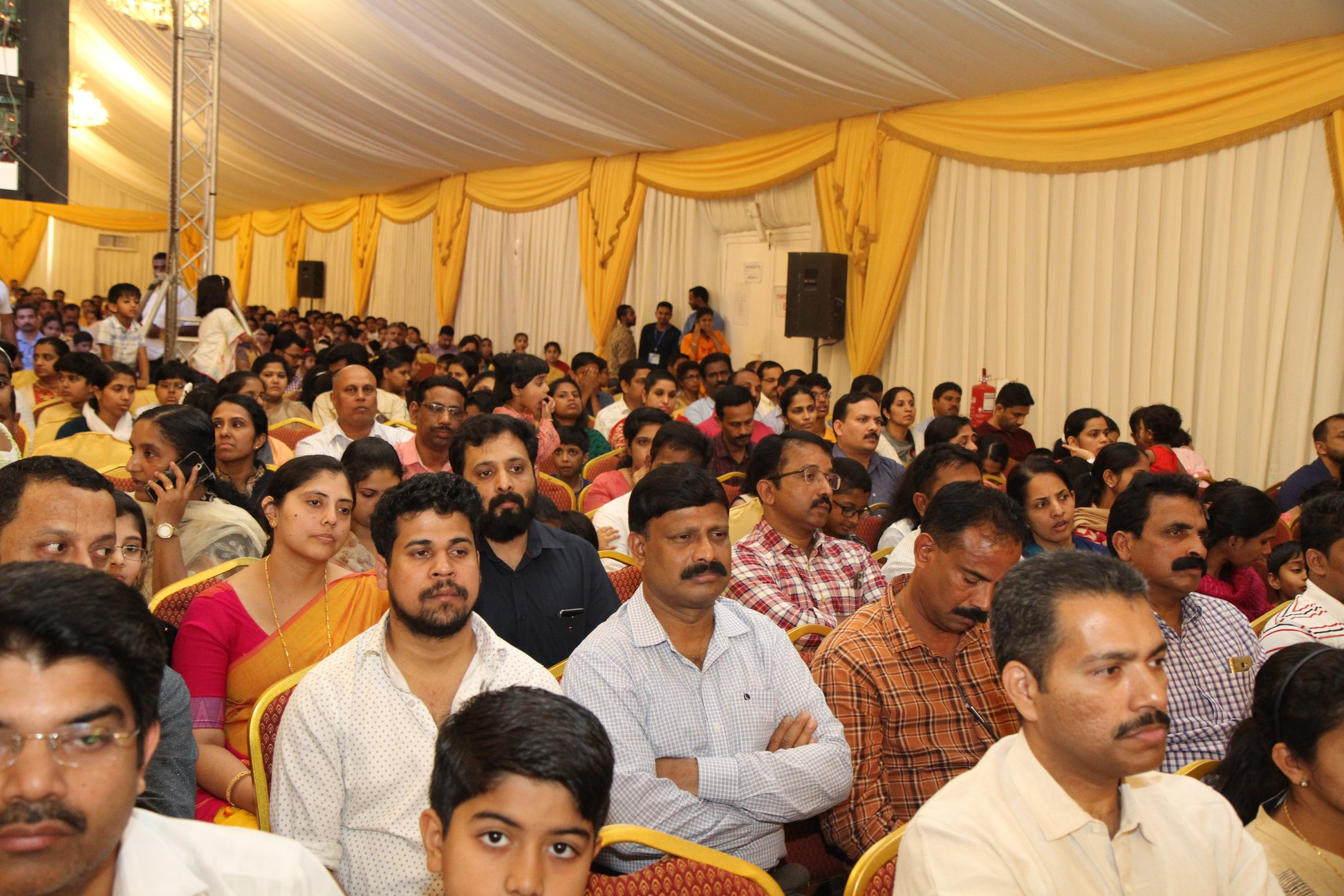
Fiéis indianos católicos do rito siríaco oriental, adotado pela Igreja Católica Siro-Malabar, reunidos no Catar.

Em matéria produzida em 2022 por um veículo de mídia brasileira sobre a situação da Igreja no país, foi contada a história do brasileiro residente no Catar desde 2016, Daniel Claro Cortez, que relata que foi ele quem teve a ideia de introduzir missas em português na rotina da paróquia, e foi apoiado pela comunidade. o padre filipino Michael Cadhit se dispôs a aprender o idioma e celebrar essas missas, porém faz as homilias em espanhol. A brasileira Valneci Guedes, nascida no Pará, mas residente com sua família no Catar desde 2013, comenta que viu a mudança de país como um "chamado", em uma nação onde o cristianismo ainda é pequeno, e que, ao desembarcar em território catariano, logo procurou a paróquia para iniciar trabalhos pastorais e ajudar a introduzir missas em português na rotina da comunidade. O objetivo foi alcançado, e em todos os sábados ocorre essa missa, celebrada em conjunto com a comunidade hispânica, com a participação majoritária de brasileiros, e que também contou com o apoio das embaixadas do Brasil e de Portugal. Solenidades como Nossa Senhora Aparecida e Nossa Senhora de Nazaré também costumam ser celebradas. Sobre o complexo religioso criado pelo governo, ela conta que trata-se de "um espaço muito grande onde encontramos núcleos e templos de todas as religiões e com toda estrutura e segurança. Nunca passamos nenhum problema, os árabes respeitam demais em relação a isso".
| “ | No ano que estávamos pensando e acertando tudo para mudar teve a Jornada Mundial da Juventude no Rio de Janeiro e eu sempre muito atuante nas coisas da igreja, tanto é que recebi vários jovens na minha casa. Na época a mensagem do Papa Francisco foi 'Ide e fazei discípulos entre as nações!'. Eu comecei a pesquisar e descobri que aqui tinha o centro religioso e dentro dele a igreja Nossa Senhora do Rosário que era a mesma que eu ia no Brasil. Não existe coincidência e sim providência. | ” |
|   | — Valneci Guedes, católica brasileira residente no Catar. |   |

Em 1º de janeiro de 2024, Solenidade de Santa Maria, Mãe de Deus, cerca de 30.000 fiéis participaram das missas disponibilizadas na Paróquia Nossa Senhora do Rosário, em Doha.

## Organização territorial

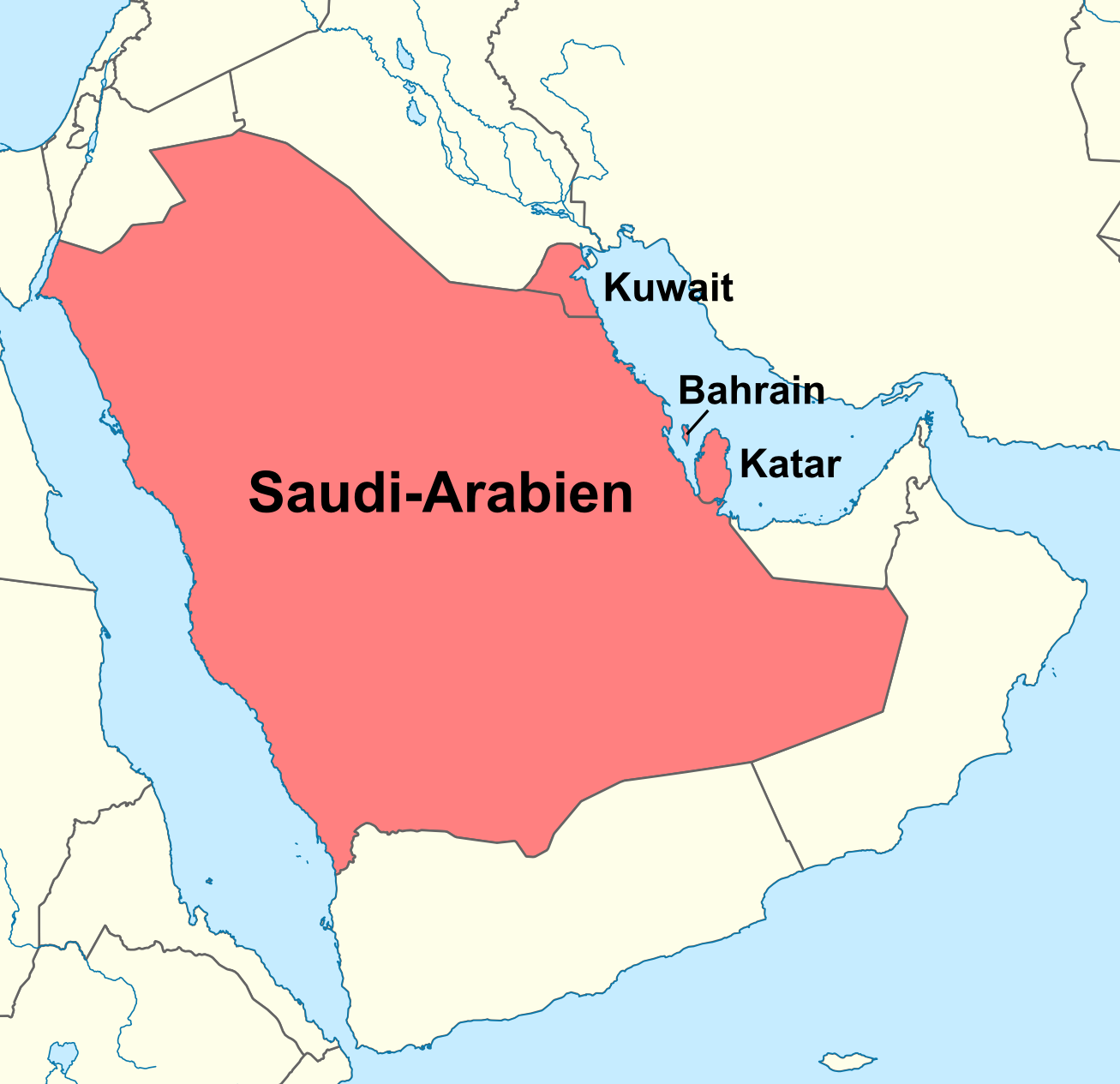
O Vicariato Apostólico da Arábia Setentrional cobre todo o território catariano.

O catolicismo está presente no país com uma circunscrição eclesiástica: o Vicariato Apostólico da Arábia Setentrional, de rito romano, e também inclui a Arábia Saudita, o Barein e o Kuwait.
A única paróquia católica do país é a Paróquia Nossa Senhora do Rosário, localizada em Doha, é o único local onde é legal professar a fé católica no Catar. Trata-se de um templo que não possui estilo arquitetônico ou traços tradicionais de uma igreja católica, sendo mais parecida com um repartição pública ou escola, não possuindo abóbada, santos ou cruzes em exposição; há apenas um vitral discreto, virado para os fundos da igreja e retratando a paixão de Cristo, e um letreiro que informa que o prédio é um templo católico. Há medidas de segurança para adentrar a igreja, sendo a rua impedida do trânsito de carros, barricadas de concreto na calçada e detector de metais na entrada. Apesar de os sacerdotes defenderem na diminuição da segurança, o próprio governo catariano insiste que isso é necessário e é para a própria segurança da igreja. Apesar de nunca ter havido ataques terroristas a cristãos no Catar, eles são recorrentes em vários outros países de maioria muçulmana.  De modo que grande parte da comunidade é formada por estrangeiros, as missas são celebradas em diversos idiomas, mais exatamente 16, sendo os principais inglês, árabe e filipino, mas também francês, italiano, espanhol, português, entre outros. Além das missas, a comunidade lusófona também passou a oferecer a catequese em português, ministrada por catequistas brasileiros.

## Conferência Episcopal
A reunião de bispos de vários países do Chifre da África e Oriente Médio, incluindo o Catar, forma a Conferência dos Bispos Latinos das Regiões Árabes, que foi criada em 31 de março de 1967.

## Nunciatura Apostólica
A Nunciatura Apostólica do Catar foi estabelecida em 2003, e sua sede fica localizada na Cidade do Kuwait. Nesse mesmo ano, o emir visitou o Papa Bento XVI no Vaticano.